# 23. SS-Freiwilligen-Panzergrenadier-Division „Nederland“ (niederländische Nr. 1)
Die 23. SS-Freiwilligen-Panzergrenadier-Division „Nederland“ (niederländische Nr. 1) entstand im Februar 1945 durch die Umbenennung der SS-Freiwilligen-Panzergrenadier-Brigade „Nederland“. Die Division bestand nominell aus niederländischen „Freiwilligen“ sowie auch deutschen Soldaten von Wehrmacht und Waffen-SS. Die Division ging im Kessel von Halbe in sowjetische Kriegsgefangenschaft. Die Divisionsnummer 23 war zuvor schon einmal an die 23. Waffen-Gebirgs-Division der SS „Kama“ vergeben worden.

## Vorläufer
Die Division nahm ihren Ursprung in der SS-Freiwilligen-Standarte Nordwest, die im April 1941 in Hamburg, dem Standort der SS-Standarte Germania, die bereits zahlreiche ausländische Freiwillige enthielt, gebildet wurde. Vorangegangen war die Bildung der Nederlandse SS innerhalb der Nationaal-Socialistische Beweging unter Anton Mussert. Die SS-Führung hatte beschlossen, für den bevorstehenden Feldzug im Osten nun auch Freiwillige mit „nordischem Blut“ in die Reihen der Waffen-SS aufzunehmen. Am 27. Juni 1941, wenige Tage nach dem Überfall auf die Sowjetunion, eröffnete Reichskommissar Arthur Seyß-Inquart die Kampagne zur Anwerbung von Freiwilligen für den „Kreuzzug gegen den Bolschewismus“, die von General Seyffardt, einem ehemaligen Generalstabschef der niederländischen Armee, geleitet wurde.

### SS-Freiwilligen-Legion Niederlande
Die SS-Freiwilligen-Standarte Nordwest, in der auch Flamen dienten, wurde im Juli 1941 in den SS-Freiwilligen-Verband Niederlande umgegliedert, da Mussert und Seyffardt sich für einen rein niederländischen Verband starkgemacht hatten. Der Freiwilligen-Verband wurde am 24. September 1941 schließlich umbenannt in SS-Freiwilligen-Legion Niederlande. Die Legion besaß etwa Regimentsstärke und wurde ab Januar 1942 im Krieg gegen die Sowjetunion eingesetzt, wo sie u. a. den sowjetischen General Wlassow gefangen nahm.

### 4. SS-Freiwilligen-Panzergrenadier-Brigade „Nederland“
Nachdem sie an der Ostfront schwere Verluste erlitten hatte, wurde die Legion im April 1943 aus dem Osten abgezogen und nach Sonneberg verlegt, wo sie den Kern der 4. SS-Freiwilligen-Panzergrenadier-Brigade Nederland, nun in der niederländischen Schreibweise, bildete. Im August 1943 wurde die Brigade, die nun eine Stärke von 5.500 Mann erreicht hatte, zur weiteren Ausbildung in den Raum Oroslavje/Donja Stubica in Kroatien verlegt, wo sie auch gegen Partisanen eingesetzt wurde, was mit zahlreichen Kriegsverbrechen, z. B. der Ermordung von Gefangenen, einherging. Hier erhielt die Brigade auch Verstärkung durch 1500 Mann, die vorher zur 5. SS-Panzer-Division „Wiking“ gehört hatten. Im Oktober 1943 erhielten die beiden Panzergrenadier-Regimenter Nr. 48 und Nr. 49 ihre Ehrennamen „General Seyffardt“, nach dem 1943 vom niederländischen Widerstand getöteten Initiator des Freiwilligen-Verbands, und „De Ruyter“, nach dem niederländischen Admiral Michiel de Ruyter aus der Zeit der Englisch-Niederländischen Seekriege.
Ende 1943 wurde die Brigade dem III. (germanischen) SS-Panzerkorps bei der Heeresgruppe Nord zugeteilt und kehrte an die Ostfront bei Leningrad zurück. In der Schlacht um den Brückenkopf von Narva im Frühjahr 1944 erlitt die Brigade erneut schwere Verluste und wurde beim Zusammenbruch der Heeresgruppe Mitte im Sommer des Jahres teilweise vernichtet. Nach dem Rückzug durch das Baltikum wurde der Großteil der Einheit im Dezember 1944 nach Deutschland verschifft, wo sie sich im Januar 1945 als 23. SS-Freiwilligen-Panzergrenadier-Division „Nederland“ neu formierte. Das SS-Panzergrenadier-Regiment 48 „General Seyffardt“ blieb jedoch zurück und wurde im Verband mit der 15. Waffen-Grenadier-Division der SS (lettische Nr. 1) bei Danzig fast vollständig vernichtet.
Bis Kriegsende war die Division, die jedoch nie mehr als 5.200 Mann zählte, in Pommern im Einsatz gegen die Rote Armee, bevor sie im Kessel von Halbe nahezu vernichtet wurde und sich in alliierte Kriegsgefangenschaft begab.

## Einsatzgebiete
- September 1943 bis Januar 1944 (Ausbildung und Partisanen-Einsatz in Kroatien)
- Januar bis September 1944 (Einsatz an der Ostfront am Narwa-Brückenkopf)
- September 1944 bis Februar 1945 (Rückzug nach Kurland)
- Februar 1945 (kämpfte zwischen Neudamm, Küstrin und Arnswalde; konnte sich bis zur Küste durchschlagen)

## Gliederung
- SS-Freiwilligen-Panzergrenadier-Regiment 48 „General Seyffardt“
- SS-Freiwilligen-Panzergrenadier-Regiment 49 „De Ruyter“
- Artillerie-Regiment 54
- Divisionseinheiten 54

## Kommandeure
- 25. Oktober 1943 bis Mai 1945 SS-Brigadeführer und Generalmajor der Waffen-SS Jürgen Wagner (zuvor bereits Kommandeur der SS-Freiwilligen-Panzergrenadier-Brigade „Nederland“)

## Bekannte Divisionsangehörige
- Fritz Knöchlein (1911–1949), wurde als Kriegsverbrecher verurteilt